# 関西新聞
関西新聞（かんさいしんぶん）は大阪府で発行していた夕刊紙である。

## 概要
当時の発行部数においても、地元紙の大阪新聞（親会社の産経新聞夕刊に紙面統合）、大阪日日新聞（朝刊移行）、新大阪（休刊）、新関西（スポーツニッポンに統廃合）や東京系の夕刊フジ、日刊ゲンダイ、大阪スポーツ（東京スポーツ）との熾烈な販売競争に巻き込まれ、劣勢に立たされていた。他紙が風俗情報を売り物にする中で、経済情報中心の硬派な紙面構成であった。許永中時代には、韓国の経済情報も掲載していた。
大阪市中央区にある広告代理店・株式会社関西企画は、関西新聞の完全子会社だったが、1982年に経営分離されている。
なお、大阪市東成区でタウン紙（月刊）「関西新聞」を発行する株式会社関西新聞社、および上掲の「新関西」（日本輿論新聞社→新関西新聞社→スポーツニッポン新聞社が京阪神向けに発行していた）とは無関係である。また、関西テレビ放送（KTV・カンテレ）、ラジオ関西（CRK）とも無関係であった。そもそも電波媒体との関係は許永中時代に近畿放送（現：京都放送）に出資していた程度だった。

## 沿革
1950年（昭和25年） - 1月、「関西新報」として創刊。1953年（昭和28年）3月に「関西新聞」に改題した。
1960年 (昭和35年) 7月 - 資本金1,500万円で法人化。
1967年 (昭和42年) 前後から経営が悪化、以後、身売り話、経営者の交代が常態化した。
1982年 (昭和57年) 7月 - 池尻一寛 (元NHK政治部記者) が代表取締役に就任する。
1984年（昭和59年） - 前田治一郎（衆議院議員・前田正の父）に経営権が移り、同年3月16日から紙面を刷新、「夕刊かんさい」に改題した。だが、硬軟織り交ぜた紙面づくりを試みたが上手くいかず、11月2日に題号を再び「関西新聞」に戻している。
1985年 (昭和60年) 2月から許永中が関西新聞の乗っ取りを始めた。登記簿の会社目的欄に「不動産売買」が書き加えられ、リクルートコスモス社や新日本建設 (当時の筆頭株主は許永中) の社員と一緒になって関西新聞の社員が地上げに乗り出すようになる。同年春にはオーナーが交代、許永中がオーナーになった。以後、新聞紙面は岸府政の追従記事が増えるとともに、韓国日報と提携するなど韓国色が強まった。
同年5月、御手洗英親 (元京都新聞編集局長)・内田和隆 (KBS京都副社長)・野村雄作 (KBS京都常務取締役) らが役員に就任。いずれもKBSに連なる人脈。同年6月、池尻が代表取締役を解任され、御手洗が社長に就任するも、まもなく、山段芳春批判の怪文書を作ったという理由で御手洗は社長を解任された。
1985年 (昭和60年) - 大阪市北区神山町の9階建てビルに移転。
1988年 (昭和63年)、池尻が代表取締役に復帰した。
1990年（平成2年） - イトマン事件に巻き込まれる形で経営が悪化する。
1991年 (平成3年) 元旦の記事で、朝日新聞がイトマン事件の絵画取引疑惑をスクープ。それが原因で、これまで関西新聞などを仲介して直接取引していたイトマンと許永中の絵画取引を、融資契約に変更した。そのあおりで、以後、関西新聞は融資の返済に追われるようになる。同年4月16日、休刊を告知、翌17日に休刊し、事実上の廃刊に追い込まれた。廃刊号では1面に「住友（銀行）・イトマン問題　巨大金融のどす黒いワナ」「問題終結後再登場を期す!!」と書かれた大見出しを打ち、ほぼ全面を使って休刊にいたった経緯を載せたが、同月23日、イトマンに納入した絵画の購入代金を支払えず2度めの不渡りを出し、事実上倒産した。

## 参考写真
- 関西新聞廃刊号の1面（左は1979年10月に廃刊したスポニチ夕刊・新関西の廃刊号）